# Jakob von Hartmann
Jakob Freiherr von Hartmann (4 tháng 2 năm 1795 – 23 tháng 2 năm 1873) là một tướng lĩnh quân sự của Bayern. Cùng với tướng Ludwig von der Tann, ông được xem là nhà chỉ huy quan trọng của quân đội Bayern, đã đóng góp đến sự thành lập Đế quốc Đức vào ngày 18 tháng 1 năm 1871.
Khi còn trẻ, Hartmann từng được giáo dục ở Pháp và ông đã chiến đấu tích cực cho quân đội Pháp dưới quyền Napoléon từ năm 1811 cho đến năm 1815. Tuy nhiên, sau khi Đế chế Pháp sụp đổ, ông đã nhập ngũ trong quân đội xứ Bayern. Trong khoảng 10 năm đầu của sự nghiệp quân sự của mình tại bang này, Hartmann đã được biết đến như là một trong những sĩ quan tài năng và thông thái nhất của quân đội Bayern. Nhưng bên cạnh đó, ông còn thể hiện sự đam mê của mình đối với nghệ thuật. Sau khi được phong quân hàm Thiếu tá vào năm 1842, ông trải qua một quá trình thăng tiến nhanh chóng: chỉ 6 năm sau, ông đã trở thành Thiếu tướng. Trong cuộc Chiến tranh Áo-Phổ năm 1866, với cấp bậc Trung tướng, ông chỉ huy một sư đoàn bộ binh của Bayern. Mặc dù ông đã chiến đấu tốt trong cuộc chiến tranh này, cuộc chiến đã kết thúc với thảm bại của các đồng minh của Áo (trong đó có Bayern) trước quân đội Phổ.
Trong cuộc Chiến tranh Pháp-Đức (1870 – 1871), ông chỉ huy Quân đoàn V của Bayern, cùng với Phổ và các bang Đức khác chiến đấu chống Pháp, ông đã đóng một vai trò quan trọng trong những chiến thắng đầu tiên của quân đội Đức trong cuộc chiến (trong đó có cả trận đánh quyết định ở Sedan). Ngoài ra, ông cũng giữ vai trò không nhỏ trong cuộc vây hãm Paris, và bẻ gãy mọi cuộc phá vây quyết liệt của quân Pháp.

## Đầu đời và sự nghiệp trong quân đội Pháp
Hartmann chào đời ngày 4 tháng 2 năm 1795, tại Maikammer, Rheinland-Pfalz, là con trai của Georg Hartmann và Barbara Geither. Cha ông đã mất từ trước khi ông sinh ra, Người cậu của ông là tướng Pháp Michael Geither. Hartmann đã nhập ngũ trong quân đội Pháp vào tháng 10 năm 1804, với tư cách là lính bộ binh thuộc Trung đoàn Bộ binh nhẹ số 15.
Vào năm 1806, tướng Geither đã được Hoàng đế Napoléon giao trọng trách tổ chức các lực lượng quân sự của Đại Công quốc Berg mới được thành lập (Hoàng đế Pháp đã giao cho người em rể của mình là Joachim Murat trị vì đại công quốc này). Geither ngay lập tức điền tên của cậu bé Hartmann, khi đó mới 11 tuổi, vào biên chế của Trung đoàn số 1 của Đại Công quốc Berg với tư cách là một người tình nguyện. Trong khoảng thời gian sau đó, mặc dù còn học tại các trường quân sự Bonn và Saint-Cyr của Pháp, ông lần lượt được thăng cấp Hạ sĩ, Trung sĩ và Thượng sĩ. Vào năm 1811, sau khi tốt nghiệp trường Saint-Cyr, Harmtann đã gia nhập trong Trung đoàn số 1 với tình trạng phục vụ tích cực và quân hàm là Thiếu úy.
Mặc dù sự thăng tiến của Hartmann đã bộc lộ sức mạnh của sự bảo trợ và tính chất thiên vị trong hệ thống quân sự của Đế chế Pháp và các nước chư hầu, Hartmann đã thể hiện khả năng của mình trên chiến trường. Ông phục vụ trung kiên cho quân đội Pháp từ năm 1811 cho đến năm 1815, và sau khi đội quân chư hầu Napoléon của Liên bang sông Rhine tan rã, ông gia nhập Trung đoàn Bộ binh số 27 của Pháp. Vào năm 1814, ông đã tổ chức cuộc tập kích một đạo quân Cossack Nga tiến từ Montargis xuống Orléans, và giành thắng lợi vang dội. Vào năm 1815, ông đã chiến đấu tích cực tại Planchenoit trong trận Waterloo, và cứu vãn huy hiệu của trung đoàn khỏi tay quân Phổ. Trong khoảng thời gian này, ông đã được trao tặng Huân chương Bắc Đẩu bội tinh của Pháp. Bất chấp nền giáo dục Pháp của mình, Hartmann là một người nồng nhiệt yêu mến vùng đất mà ông sinh ra và chỉ tiếp tục phục vụ Napoléon sau khi Liên minh sông Rhine sụp đổ vì ý niệm của mình về lòng trung thành quân sự. Sau khi đế chế sụp đổ, ông đã giã từ quân ngũ Pháp vào năm 1816.

## Phục vụ trong quân đội Bayern
Chỉ một vài tháng sau, Hartmann đã tham gia trong Trung đoàn Bộ binh số 10 của Bayern với quân hàm Trung tá. Năng lực của người quân nhân Hartmann, cùng với sự uyên bác của ông về quân sự, đã gây cho các cấp trên chú ý đến ông. Nhờ đó, vào năm 1818, ông được đưa vào một chân trong Cục Đo đạc địa hình. Sau 4 năm làm việc hăng say trong Cục Đo đạc địa hình, ông đã được thuyên chuyển đến quân đoàn công binh. Và, hai năm sau (1824), ông đã gia nhập Bộ Tổng tham mưu của Bayern. Đến năm 1827, ông ta được thăng cấp Đại úy, và giữ một chức vụ trong Bộ Chiến tranh Bayern. Trong 10 năm đầu của cuộc đời binh nghiệp của mình, Hartmann liên tục nhận những sứ mệnh quân sự đòi hỏi phải công du sang nước ngoài, và ông đã tận dụng các chuyến đi này để tìm hiểu về các chủ đề liên quan tới nghệ thuật và khoa học chiến tranh, và điều này khiến ông được nhìn nhận như là một trong những sĩ quan giỏi giang và danh giá nhất ở Đức ngay từ khi ông 32 tuổi.
Trên thực tế, Hartmann không chỉ quan tâm đến lĩnh vực quân sự. Viên sĩ quan còn say mê học hỏi nhiều ngành khoa học khác, song bên cạnh đó ông chú tâm vào nghệ thuật, nhất là hội họa. Hartmann đã chứng tỏ tài năng về hội họa của mình qua các tranh vẽ chiến trận của ông. Vào năm 1842, Đại úy Hartmann đã lên chức Thiếu tá, và được Vua Ludwig I – người luôn ngưỡng mộ ông như một nghệ sĩ tài hoa và sĩ quan tài giỏi, bổ nhiệm làm một trong những sĩ quan trợ lý của Thái tử. Vào tháng 12 năm 1843, ông được phong tướng hiệp sĩ trong giới quý tộc Bayern, và kể từ đó "von" được sử dụng trong tên ông. Vào năm 1844, Hartmann được nâng cấp thượng tá. Vào năm 1846, ông đệ trình một bản kế hoạch tái cấu trúc quân đội Bayern cho Bộ Chiến tranh, và mặc dù được giới lãnh đạo dân sự và quân sự rất tán dương, kế hoạch này chỉ được áp dụng rất nửa vời. Sau khi Thái tử lên ngôi Vua Maximilian II năm 1848, ông trở thành tùy tùng cá nhân cho nhà vua và được phong làm Thiếu tá. Đến tháng 6 năm 1849, ông được thăng cấp Thiếu tướng.
Sự thăng tiến của Hartmann trước năm 1842 không được nhanh chóng: ông làm thiếu úy trong vòng 16 năm và đại úy 15 năm. Nhưng kể từ đây, Hartmann trở nên được thăng tiến nhanh: khoảng 6 năm đã đủ để ông từ một thiếu tá bình thường trở thành một thiếu tướng và một tùy tùng của nhà vua. Vào năm 1853, ông lại đề xướng một đạo luật mới về các quy định phục vụ trong lực lượng bộ binh, nhưng cũng không mấy thành công. Thời gian cho các cuộc cải cách sâu rộng về quân sự của Bayern vẫn chưa đến. Vào năm 1854, sau 6 năm chỉ huy một lữ đoàn, tướng Hartmann được cử đến doanh trại Boulogne của quân đội Pháp trong một sứ mệnh quân sự. Tận dụng khoảng thời gian này, ông chuyên tâm nghiên cứu và cấu trúc và tình hình quân đội Pháp, đồng thời ghi nhận những nhược điểm và thiếu sót của họ. Ông cũng quan sát chặt chẽ hệ thống pháo đài được xây dựng ở biên giới phía Đông nước Pháp. Đúc kết những kinh nghiệm rút ra từ chuyến đi này, 6 năm sau đó (1860), Hartmann đã đệ trình lên các vua chúa ở miền Nam Đức một bản hồi ký, trong đó ông viết rất chi tiết về thực lực quân sự, sức mạnh tấn công và phòng ngự của Đế chế Pháp. Chắc hẳn là Thủ tướng Bismarck và Tổng tham mưu trưởng Helmuth von Moltke Lớn đã đọc và rút kinh nghiệm từ những gì mà Hartmann đã đề cập đến trong tác phẩm của ông. Vào năm 1861, Hartmann lên chức Trung tướng, và được trao quyền chỉ huy đội quân trú phòng ở Würzburg.
Trong cuộc Chiến tranh Bảy tuần năm 1866, khi mà Bayern đứng về phía Áo chống lại Phổ, Hartmann chỉ huy Sư đoàn Bộ binh số 4, và chiến đấu tốt trong trận đánh tại Roßdorf, mặc dù bị thất bại. Ông cũng không thể xoay chuyển thất bại của quân đội Bayern trong trận Kissingen, do sự sai lầm nghiêm trọng và cách bố trí quân lực đầy thiếu sót của viên tổng tư lệnh quân đội Bayern. Trong cuộc đụng độ cuối cùng tại Würzburg vào ngày 27 tháng 7, ông đã cố gắng nhất có thể, ít nhất để bảo toàn danh dự của quân lực xứ Bayern. Với tinh thần yêu nước Đức của mình, Hartmann có lẽ vui mừng với sự kết quả của cuộc chiến tranh này. Đến năm 1867, Vua Ludwig II của Bayern đã giao cho viên trung tướng quyền sở hữu Trung đoàn Bộ binh số 14, để ghi nhớ những cống hiến của ông đối với quân đội Bayern, nhất là tinh thần dũng cảm mà ông đã thể hiện trong các trận giao chiến tại Roßdorf và Wurzburg. Hai năm sau (1869), Hartmann cuối cùng đã trở thành Thượng tướng Bộ binh, và được bổ nhiệm làm tư lệnh Quân đoàn II của Bayern.

### Chiến tranh Pháp-Đức và sự phong thưởng sau cuộc chiến
Trong cuộc Chiến tranh Pháp-Đức (1870 – 1871), Bayern liên minh với kẻ thù cũ của mình là Phổ chống lại Pháp. Sau khi chiến tranh bùng nổ, các quân đoàn Bayern dưới quyền tướng Von der Tann và Hartmann đã trở thành một phần thuộc Binh đoàn thứ ba của Phổ - Đức dưới sự điều khiển của Thái tử Phổ là Friedrich Wilhelm. Hartmann đã lập nhiều thành tích cho quân đội Đức trong cuộc chiến này: ông được xem là người đã cống hiến lớn nhất và quan trọng nhất đến chiến thắng lớn đầu tiên của quân đội Phổ - Đức trong trận Wissembourg vào ngày 4 tháng 8 năm 1870. Nhưng chưa hết, cuộc tấn công quyết liệt của ông vào sườn trái của quân Pháp đã tạo điều kiện cho thắng lợi quyết định của quân Đức trong trận Wœrth vào ngày 6 tháng 8 năm 1870. Đợt tiến công của Hartmann đã kết thúc với việc quân ông chiếm được Frœschwiller, trạm xe lửa tại Reichshoffen, và cuối cùng là Niederbronn. Vào ngày 14 tháng 8, ông buộc pháo đài Marsal phải đầu hàng.
Trong trận Sedan vào ngày 1 tháng 9 năm 1870, một trong những sư đoàn dưới quyền ông đánh chiếm ngôi làng Balan, trong khi các thành phần khác của quân đoàn ông đã tiến đánh đến sát pháo đài Sedan. Lực lượng pháo binh của Quân đoàn II đã oanh kích xối xả vào thành trì của Sedan. Tiếp theo đó, vào các ngày 16, 17 và 18 tháng 9, quân đoàn của Hartmann đã tham gia trong những thắng lợi đầu tiên của quân đội Đức phía trước Paris tại Corbeil và Petit-Bicêtre. Vào ngày 19 tháng 9, Quân đoàn II của Bayern cùng với Quân đoàn V của Phổ dưới quyền tướng Hugo von Kirchbach đã phát động một cuộc tấn công đại thắng vào các lực lượng Pháp dưới quyền tướng Joseph Vinoy trên cao điểm Sceaux. Hartmann chiếm được cao nguyên Moulin de la Tour (Châtillon) – một vị trí rất quan trọng nhìn ra các pháo đài phía nam và, ở một giới hạn nào đó, thành phố Paris – và ông lập tức tăng cường phòng thủ chống lại mọi cuộc tấn công mà người Pháp có thể phát động. Các hệ thống phòng ngự này đã được hoàn tất chỉ trong một khoảng thời gian ngắn, và tạo điều kiện thuận lợi cho Quân đoàn II của Bayern đánh bật tất cả mọi cuộc tiến công của quân Pháp lên cao nguyên Châtillon từ các pháo đài của họ, mặc dù trong suốt thời gian xảy ra cuộc vây hãm vị trí phòng ngự của người Đức dưới quyền Hartmann thường bị pháo của Pháp oanh kích hết sức ác liệt, và quân Pháp đã thực hiện nhiều nỗ lực trong tuyệt vọng để tận dụng ưu thế áp đảo về quân số của mình mà đẩy bật quân Đức ra khỏi cứ điểm của họ. Đợt tấn công ác liệt xuống Clamart, diễn ra trong đêm ngày 14 – 15 tháng 1 năm 1871, là một trong những cuộc tấn công cuối cùng của quân Pháp vào quân của Hartmann, và cũng bị đánh bại như mọi cuộc tấn công khác mà quân Pháp phát động.
Sau khi cuộc chiến tranh chấm dứt, tướng Hartmann trở lại đại bản doanh của mình tại Würzburg. Để tỏ lòng cảm tạ cho những cống hiến của Hartmann đối với chiến thắng của phía Đức trong chiến dịch, Vua Ludwig đã tưởng thưởng cho ông Đại Thập tự của Huân chương quân sự Maximilian Joseph, vốn chưa hề được ban thưởng cho bất kỳ một ai kể từ sau khi cuộc Chiến tranh Giải phóng Đức chấm dứt. Nhà vua cũng cho phép con cháu của Hartmann được quyền thừa hưởng tước Nam từ ông. Để vinh danh ông, các thành phố Speyer và Würzburg đã nhận ông làm Công dân danh dự. Wilhelm I – Hoàng đế Đức đồng thời là Vua Phổ – đã ban tặng cho ông Huân chương Thập tự Sắt hạng một và hai, kèm theo chiếc vương miện và thanh gương. Viên tướng cao tuổi đã qua đời vào ngày 23 tháng 2 năm 1873.

## Chú ý
Lưu ý và tên gọi của ông: Freiherr là một tước hiệu, tương đương với Nam tước, chứ không phải là một tên lót hay tên riêng. Nữ Nam tước trong tiếng Đức gọi là Freifrau và Freiin.